# Bandera de Montreal
La bandera de la Ciudad de Montreal ondeó por primera vez en el mes de mayo de 1939. En ella aparecen los principales símbolos heráldicos del escudo: la cruz heráldica de gules sobre fondo blanco, y en los cuadrantes, las cuatro flores emblemáticas. La proporción es de 2:1 (es decir, el doble de larga que de ancha).
- La flor de lis de la Casa de Borbón. Este emblema representa, en el primer cantón del escudo, el elemento francés, que fue el que primero tomó posesión del suelo montrealés.
- La rosa de la Casa de Lancaster. Se sitúa en el segundo cantón y simboliza el elemento de origen inglés.
- El cardo. Este emblema representa, en el tercer cantón del escudo, el elemento de origen escocés de la población.
- El trébol de Irlanda. En el cuarto cantón del escudo, el trébol recuerda la presencia del elemento de origen irlandés que se estableció en suelo montrealés.
- El pino blanco, que representa a las Primeras Naciones.[1]